# Administrateur du Sénat
Les administrateurs du Sénat sont de hauts fonctionnaires exerçant leurs fonctions au service de la chambre haute du Parlement français, le Sénat.

## Métiers
Les administrateurs du Sénat constituent la catégorie la plus élevée de l’administration sénatoriale, avec les analystes-rédacteurs des débats. Ils ont pour mission d’accompagner les sénateurs dans l’exercice de leur mandat, en leur apportant une compétence technique, quelle que soit leur couleur politique, et effectuent des travaux de recherche, de conception et de rédaction, notamment dans les domaines juridiques et économiques. Ils dirigent également le personnel administratif du Sénat.
Le profil des fonctionnaires parlementaires a ainsi été tracé par Michel Ameller, ancien secrétaire général de l’Assemblée nationale : « une technicité de haut niveau résultant de la difficulté des concours, moyen exclusif de recrutement ; une disponibilité totale de jour et de nuit, tout au long de l’année, une neutralité absolue découlant de l’honneur de servir tous les parlementaires sans distinction d’appartenance ».
On compte actuellement environ 150 administrateurs du Sénat.

### Carrière
Au cours de leur carrière, ils peuvent être affectés successivement :
- Dans les services des commissions et les secrétariats des offices et délégations parlementaires – où sont affectés la grande majorité des administrateurs – où ils apportent aux sénateurs l’assistance technique nécessaire à l’accomplissement de leurs fonctions législatives et de contrôle. Ils participent principalement à la rédaction des rapports des commissions, qui seront ensuite discutés en séance publique. Ils peuvent assister le rapporteur de la commission lors de l’examen du texte en séance plénière dans l’hémicycle, sans pour autant pouvoir s’exprimer.
- À la direction de la séance, où ils assistent le Président du Sénat ou le président de séance dans sa tâche.
- Dans les directions « ressources et moyens », où ils assistent les questeurs dans la gestion de l’administration générale du Sénat : ressources humaines et formation, bibliothèque et archives, communication, relations internationales et protocole, affaires financières et sociales, architecture, patrimoine et jardin du Luxembourg, logistique et moyens généraux.

### Mobilité
La mobilité interne se traduit par les changements d’affectation en cours de carrière, entre les différents services mentionnés ci-dessus.
Traditionnellement, au nom de l’autonomie administrative des assemblées, la mobilité externe des fonctionnaires du Sénat est relativement faible, mais elle s’est récemment développée. Le détachement est désormais ouvert, sous certaines conditions, notamment vers des parlements étrangers, des organisations internationales, des autorités juridictionnelles, des autorités administratives indépendantes, des entreprises publiques, des établissements publics nationaux, et des collectivités territoriales. Les cabinets ministériels leur sont également ouverts.

## Recrutement
Les administrateurs du Sénat sont exclusivement recrutés par un concours, considéré comme l’un des plus difficiles de l’administration avec le concours de l’ENA (INSP), le concours de Conseiller des affaires étrangères du cadre d'Orient, le concours de l'ENM et le concours d’administrateur de l’Assemblée nationale. Le concours a généralement lieu tous les deux ans. Le nombre de postes ouvert est variable, en fonction des besoins de recrutement à venir dans la période de référence (généralement une douzaine de lauréats sont recrutés, via la liste principale et la liste complémentaire. 

### Épreuves
Épreuves d’admissibilité :
- Trois épreuves communes : Culture générale, Science Politique, Droit constitutionnel et Économie[pas clair]
- Une épreuve sur dossier à options à choisir, au moment de l'inscription, parmi : Droit administratif, Droit civil, et Droit de l'Union Européenne

Épreuves d’admission :
- Deux épreuves écrites : droit parlementaire, et composition dans l'une des matières suivantes : droit des collectivités territoriales, droit pénal et procédure pénale, finances publiques, gestion comptable et financière des entreprises, questions sociales.

- Quatre épreuves orales : mise en situation individuelle, entretien avec le jury, langue vivante, éventuellement épreuve facultative de langue vivante.

## Statut
Le principe de séparation des pouvoirs entraîne également l’autonomie administrative et financière des assemblées. Le statut de leur personnel est dès lors particulier. Les fonctionnaires parlementaires font partie de la fonction publique d’État mais sont indépendants du pouvoir exécutif. Leur statut relève donc d’un règlement intérieur pris par le Bureau du Sénat (article 102 du règlement du Sénat).
Depuis l’ordonnance du 17 novembre 1958, la juridiction administrative est appelée à connaître de tous les litiges d’ordre individuel concernant les agents des services des assemblées parlementaires. Ils bénéficient également des principes généraux du droit et des garanties fondamentales reconnues à l’ensemble des fonctionnaires. 
Les administrateurs du Sénat, comme les autres fonctionnaires, ne sont pas des citoyens « spéciaux » : ils disposent du droit de vote, et peuvent faire acte de candidature électorale. Ils sont soumis au devoir de réserve et à une stricte obligation de neutralité politique dans l’exercice de leurs fonctions, ainsi qu'à une discrétion professionnelle pour tout ce qui concerne les faits et informations dont ils ont pu avoir connaissance dans l’exercice ou à l’occasion de l’exercice de leurs fonctions. Ils ne peuvent exercer à titre professionnel une activité privée lucrative de quelque nature que ce soit.
La rémunération des administrateurs des assemblées se classe parmi les plus hautes rémunérations de la fonction publique française. Pour le premier grade du cadre des administrateurs, les indices s’échelonnent de 411 à 881 hors-échelle A1. Des indemnités, dont les conditions d’attribution sont arrêtées par les Questeurs compte tenu des sujétions particulières du travail dans l’administration parlementaire, complètent le traitement indiciaire. Les administrateurs sont admis de droit à la retraite à 65 ans.

## Secrétaires généraux
- 1958-1971 : François Goguel
- 1971-1976 : Pierre Lious
- 1976-1986 : Arnaud Tardan
- 1986-1987 : Jean Guyomarc'h
- 1988-1997 : Jacques Ollé-Laprune
- 1997-2005 : Jean-Claude Bécane
- 2005-2013 : Alain Delcamp
- 2013-2017 : Jean-Louis Hérin[4]
- 2017-2020 : Jean-Louis Schroedt-Girard[5]
- Depuis 2020 : Éric Tavernier[6]

## Administrateurs célèbres
Sénat
- Rama Yade : ancienne secrétaire d'État chargée des Affaires étrangères et des Droits de l'homme, ancienne secrétaire d'État chargée des Sports, vice-présidente du Parti radical
- Noëlle Lenoir : ancien ministre déléguée aux Affaires européennes, ancienne membre du Conseil Constitutionnel, déontologue de l'Assemblée nationale.
- Henri Welschinger : historien, homme de lettres, journaliste et critique français.
- Raymond Schwab : chef de service au Sénat.

## Sources
- Michel Ameller et Georges Bergougnous, L'Assemblée nationale, Paris, PUF, coll. « Que sais-je ? » (no 2897), 2000, 2e éd., 127 p. (ISBN 2-13-050845-6)
- Pierre Avril et Jean Gicquel, Droit parlementaire, Paris, Montchrestien, coll. « Domat droit public », 2004, 3e éd., 411 p. (ISBN 2-7076-1382-7)
- Servir les assemblées, Hugo Coniez, Pierre Michon (dir), Paris 2020, deux tomes
- Règlement du Sénat
- Jean-Pierre Camby et Pierre Servent, Le Travail parlementaire sous la Cinquième République, Paris, Montchrestien, coll. « Clefs / Politique », 2004, 4e éd., 158 p. (ISBN 2-7076-1405-X)
- Sénat, Brochure du concours d'administrateur du Sénat 2007/2008
- Senat CONCOURS D'ADMINISTRATEUR DU SÉNAT 2018-2019, http://www.senat.fr/emploi/administrateur_2018_2019.html